# Pierre Parrocel
Pour les articles homonymes, voir Parrocel.
Pierre Parrocel, né le 18 mars 1670 à Avignon et mort le 26 août 1739 à Paris, est un peintre et graveur français.
Il est le fils du peintre Louis Parrocel (1634-1703) et le frère du peintre Jacques-Ignace Parrocel (1667-1722).

## Biographie
Pierre Parrocel descend d'une longue lignée de peintres natifs de Montbrison avec Georges Parrocel (vers 1540 - vers 1614), son arrière-grand-père, et Barthélemy Parrocel (vers 1595 - 1658 ou 1660), son grand-père. Il naquit et vécut dans une maison de l'actuelle rue Cassan, dite alors rue de l'Ombre, à cause de son étroitesse, et qui donne dans la rue des Lices.
Son fils, Joseph François Parrocel (1704-1781), né à Avignon et mort à Paris, continua la tradition familiale et décora le Palais du Roure à Avignon.

## Œuvres

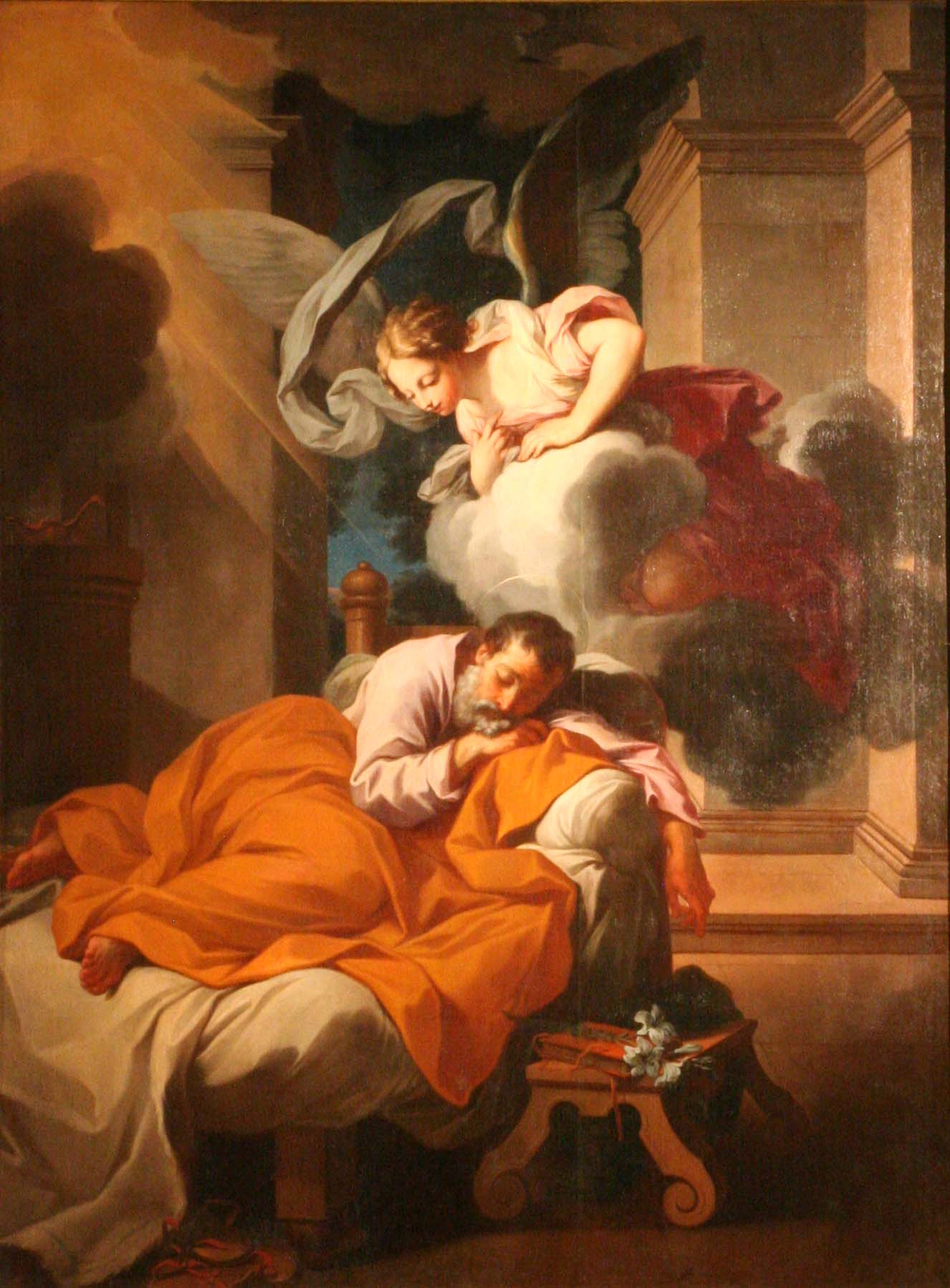
Le Rêve de saint Joseph, cathédrale de Nîmes.

Pierre Parrocel pratique avant tout la peinture religieuse. Ses œuvres, dans la lignée de la peinture baroque, ont su garder la fraîcheur de leurs coloris et il est considéré comme l'égal de Pierre Mignard. Avec lui, il participa à la décoration de la chapelle des Pénitents Noirs, de l'église Saint-Symphorien-Les Carmes et de la chapelle des Pénitents Gris. Il fut chargé de l'ornementation du cloître de Saint-Pierre pour lequel il peignit une série de tableaux sur La vie de saint Antoine de Padoue qui sont conservés dans l'église.

### Collections publiques

#### Œuvres conservées dans des édifices religieux
- Arles :

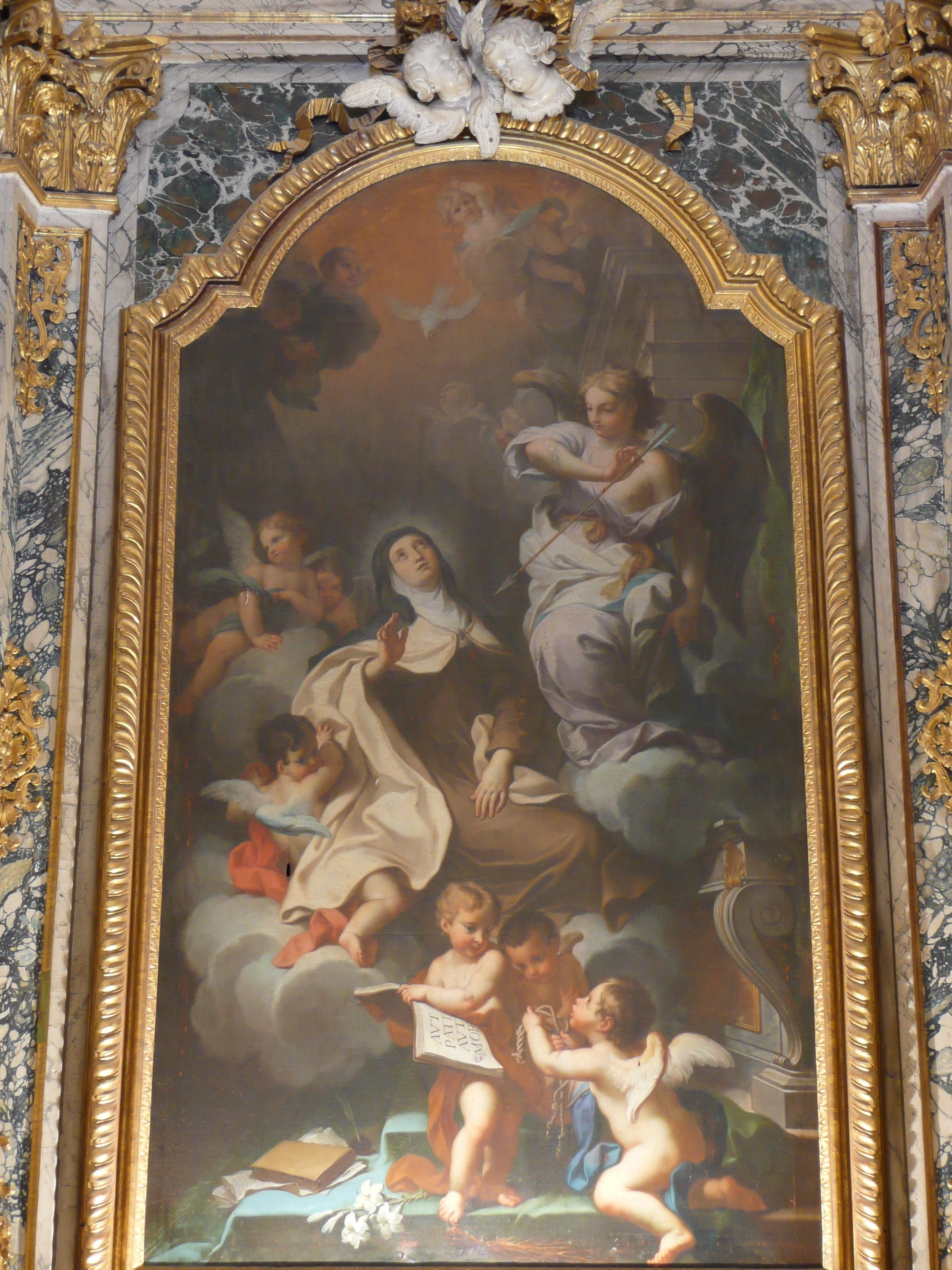
Apothéose de sainte Thérèse, chapelle de la Charité d'Arles.

  - église Saint-Césaire : L'Annonciation.
  - église Saint-Julien :
    - Chœur des Anges ;
    - Prise en charge de Marie.

  - chapelle de la Charité, ancien couvent des Carmélites : Apothéose de sainte Thérèse.
- Avignon :
  - chapelle des Pénitents noirs :
    - Saint Sébastien et saint Roch auprès de la Vierge[9] ;
    - L'Ascension ;
    - La Sainte Famille[10] ;
    - Miracle de saint Antoine de Padoue.

  - chapelle des Pénitents gris[11] :
    - Le Martyre de saint Giniès ;
    - Saint Hyacinthe ;
    - Saint Véran ;
    - Saint Roch ;
    - Sainte Claire.

  - chapelle de Pénitents blancs :
    - Les Saintes femmes au tombeau[12] ;
    - La Pêche miraculeuse, L'ascension, et La résurrection[13].

  - basilique Saint-Pierre :
    - Saint Antoine ;
    - Saint Antoine prêchant aux païens ;
    - Mort de saint Antoine ;
    - Saint Antoine et l'Enfant Jésus[14].

  - collégiale Saint-Agricol :
    - La Prédication du Christ sauveur ;
    - L'Institution de l'Eucharistie.

  - collégiale Saint-Didier : Adoration des Mages[15].
  - cathédrale Notre-Dame des Doms :
    - Résurrection de Jésus-Christ et Assomption[16] ;
    - L'Annonciation, Saint Ruf évêque d'Avignon et Saint Bruno dans le désert, dans la sacristie[17].
- Beaucaire :
  - collégiale Notre-Dame-des-Pommiers : 
    - Saint Marc[18] ;
    - Archange chassant le démon ;
    - deux scènes du martyre de sainte Ursule (?) ;
    - scène de baptême[19].

  - église Saint-Paul : Martyre de sainte Ursule[20].
- Carpentras :
  - cathédrale Saint-Siffrein :  
    - Saint François de Sales montre la Vierge agenouillée dans un cœur enflammé ;
    - La Sainte Famille avec un ange qui lui tend une grappe de raisin à l'Enfant Jésus ;
    - Marie sur un nuage et le Saint-Esprit.

  - Carpentras[Où ?] : Le Massacre des Innocents.
  - Carpentras[Où ?] : La Peste au temps des Philistins.
- Cavaillon, cathédrale Notre-Dame-et-Saint-Véran : La Vision de César de Bus[21].
- Graveson, église de la Nativité-de-Marie : Annonciation[22].
- L'Isle-sur-la-Sorgue, collégiale Notre-Dame-des-Anges :
  - La Nativité[23] ;
  - Sainte Madeleine[24].
- Marseille, église Saint-Cannat : Le Baptême du Christ[25].
- Moulins, cathédrale Notre-Dame-de-l'Annonciation : Saint Joseph adorant l'Enfant Jésus ou Adoration des bergers[26].
- Nîmes :
  - cathédrale Notre-Dame-et-Saint-Castor : Le Rêve de Joseph[27].
  - église Saint-Paul : Immaculée Conception.
  - Maison Carrée : Immaculée Conception.
- Rognonas, église Saint-Pierre : Annonciation.
- Tarascon, collégiale royale Sainte-Marthe :
  - Sainte Cunégonde et sainte Cécile[28] ;
  - Sainte Marie l'égyptienne[29] ;
  - Le Christ sur la croix[30] ;
  - Sainte Catherine de Sienne[31] ;
  - Saint Thomas d'Aquin[31] ;
  - Adoration des Mages[32] ;
  - Adoration des Bergers[33]
  - L'Annonciation[34] ;
  - Notre Dame du peuple[35] ;
- Villeneuve-de-Berg, église Saint-Louis : La Mort de Saint Louis[36].

#### Œuvres conservées dans des musées
- Avignon, musée Calvet :
  - La Résurrection du Christ[37] ;
  - Saint François d'Assise ;
  - Marie avec l'Enfant Jésus dans ses bras ;
  - Annonciation ;
  - Jésus calmant la tempête, pierre noire[38] ;
  - Érection de la croix, pierre noire[39] ;
  - Descente de la croix[40]
  - Saint Pierre ressuscitant Tabitha[41].
- Carpentras, musée Comtadin-Duplessis :
  - Le Cardinal Lorenzo Corsini, futur Clément XII ;
  - La Conception, attribution.
- Grenoble, musée de Grenoble :
  - La Mort de saint Antoine abbé[42], ce tableau provient d'une saisie révolutionnaire[43].
- Le Mans, musée de Tessé :
  - Allégorie de l'Union de l'Église et de la France 1726[44].
- Marseille, musée des Beaux-Arts :
  - Le Couronnement de la Vierge par l'Enfant Jésus, 1719[45] ;
  - Cycle de l'histoire de la vie de Tobie : Mort du vieux Tobie[46] ; Première nuit de noce[47] ; La Foi judaïque[48] ; Arrivée chez Raguel[49] ; Arrivée à la maison paternelle du jeune Tobie et de son épouse[50] ; Adieux de Tobie à son beau-père[51], etc. Ces 16 peintures ont été commandées par le duc de Noailles. Une partie ont été exécutée à Avignon, l'autre chez le duc à Saint-Germain-en-Laye [52]. Étienne Parrocel dans son livre Les annales de la peinture raconte dans quelles circonstances l'acquisition de ces tableaux a été faite par le négociant marseillais Louis-Joseph Denis Borély qui les a exposées dans son château où se trouve actuellement le musée des Arts décoratifs, de la Faïence et de la Mode à Marseille. Louis XV chassant dans la forêt de Saint-Germain-en-Laye est hébergé par le duc de Noailles. Le roi n'apprécie pas ces œuvres et dit à son hôte : « Savez-vous Monsieur le duc que vous avez là des tableaux fort peu réjouissants ? »[53]. En courtisan zélé le collectionneur met ses tableaux en vente après avoir commandé à Boucher une série plus aimable. Louis-Joseph Denis Borély de passage à Paris s'en rendit acquéreur en 1770 pour le prix de 12 000 livres alors qu'ils en avaient coûté 30 000 au duc de Noailles.
- Versailles, musée de l'Histoire de France : Louis Bautru, dit le Chevalier de Nogent, 1er quart XVIIIe siècle, huile sur toile[54].

## Estampes
- Gravées par lui-même :
  - Bacchante et deux enfants, Nancy musée des Beaux-Arts[55] ;
  - L'Ange annonce à Zacharie la naissance de saint Jean, Nancy musée des Beaux-Arts[56] ;
  - La Charité, Nancy musée des Beaux-Arts[57] ;
  - La vieille Italienne, Nancy musée des Beaux-Arts[58] ;
  - Les Enfants se chauffant, Nancy musée des Beaux-Arts[59] ;
  - Les Mendiants, Rennes musée des Beaux-Arts[60].
- Le Triomphe de Bacchus et Ariane, gravé d'après Pierre Subleyras.
- Le Triomphe d'Amphitrite.
- Le Bœuf.
- Sainte Claire, gravée par Louis Desplaces en 1729[61].

### Dessins
- Paris, École nationale supérieure des beaux-arts[62] :
  - Le Mauvais riche et le pauvre Lazare, pierre noire, craie blanche sur papier brun, 22,6 × 36,3 cm[63].
  - Le Christ et la femme adultère, pierre noire, craie blanche sur papier brun, 22,5 × 37 cm[64]
  - Christ aux Limbes, pierre noire, craie blanche sur papier brun, 23,3 × 35,7 cm[65]
  - La Flagellation du Christ, pierre noire, craie blanche sur papier brun, 22,7 × 37,1 cm[66]
  - Feuilles d'études : main, draperie, aile d'ange, pierre noire, craie blanche sur papier beige, 16,8 × 21,4 cm[67].

Œuvres de Pierre Parrocel
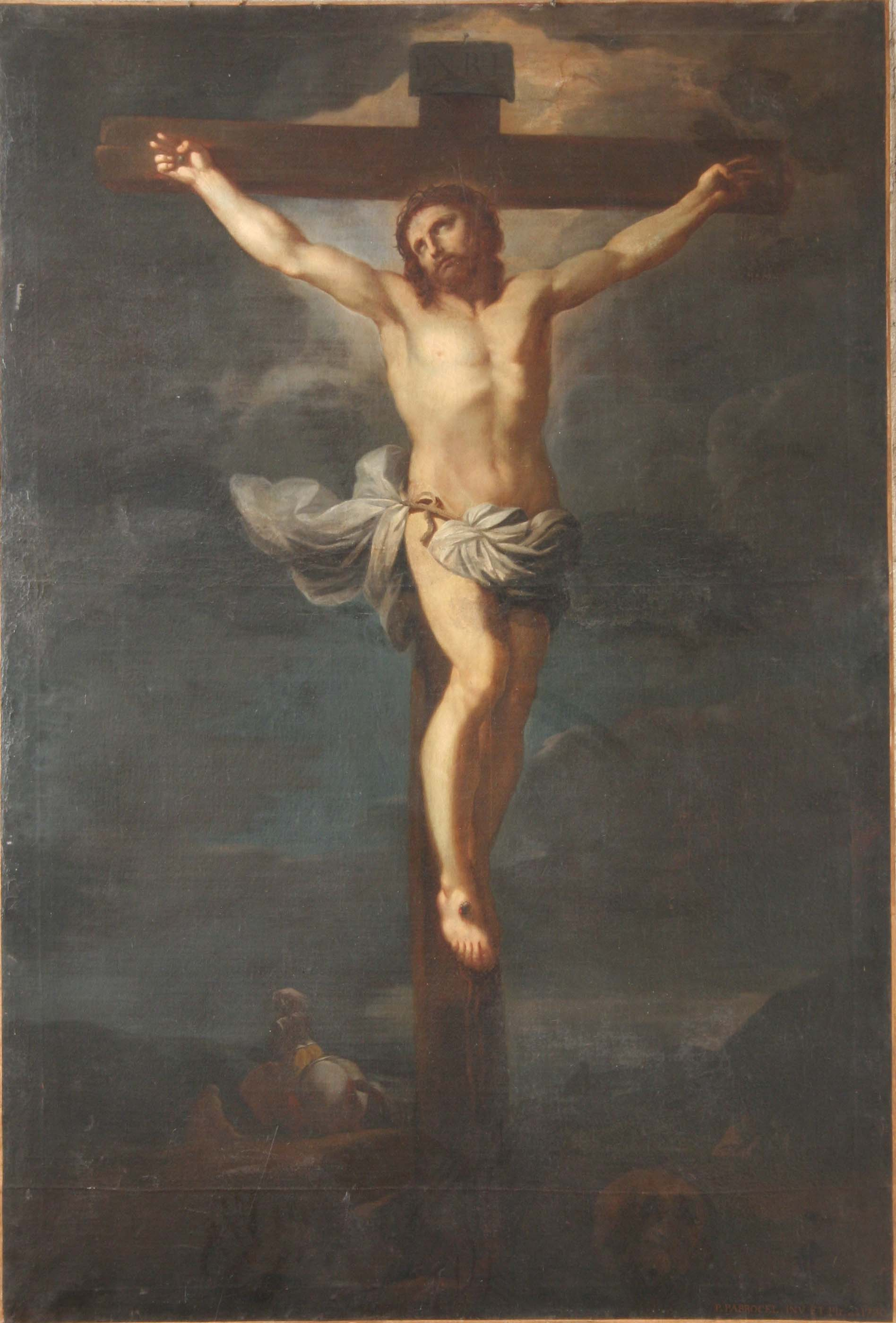
Christ en croix, église Sainte-Marthe de Tarascon.
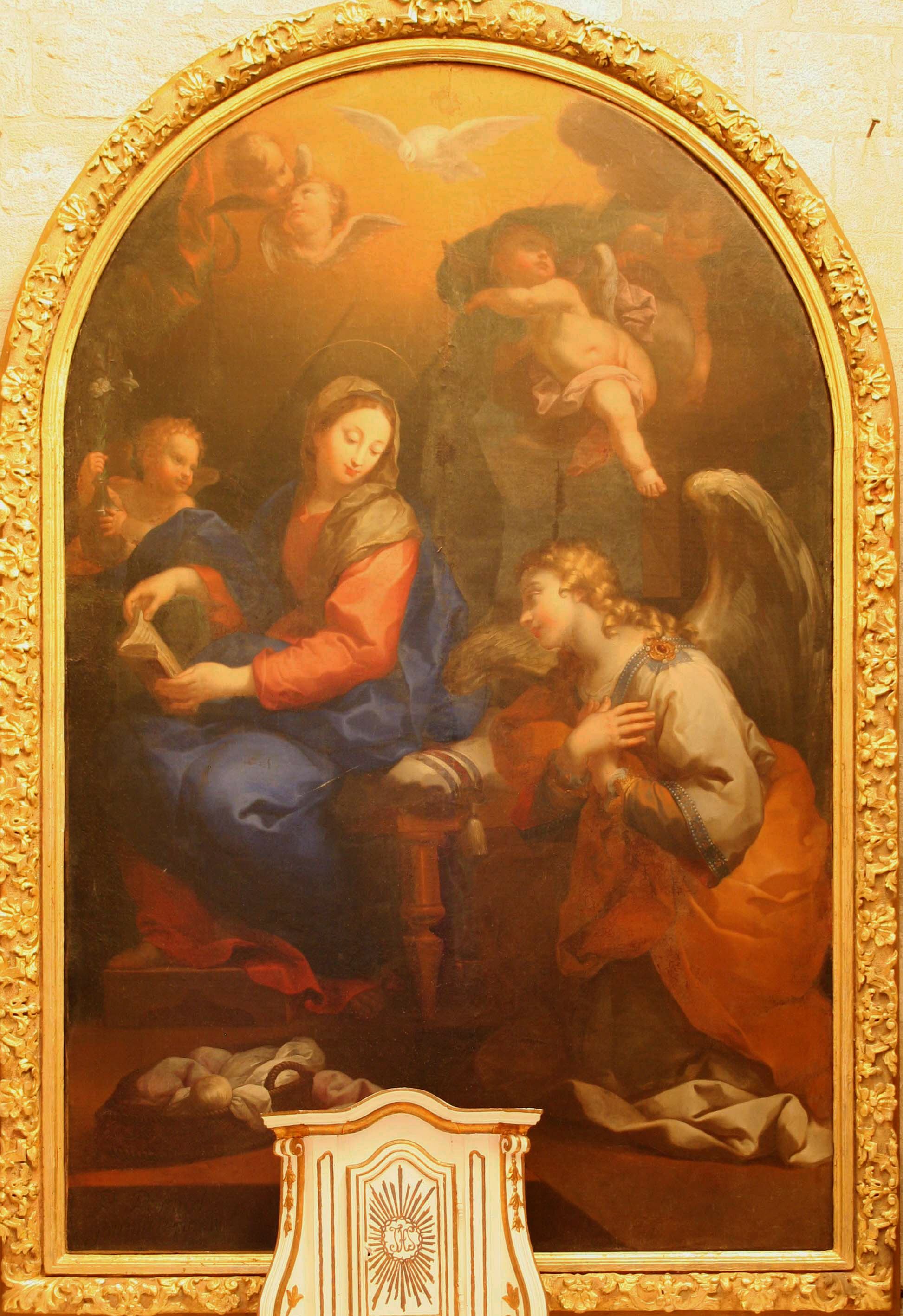
Annonciation, église Sainte-Marthe de Tarascon.
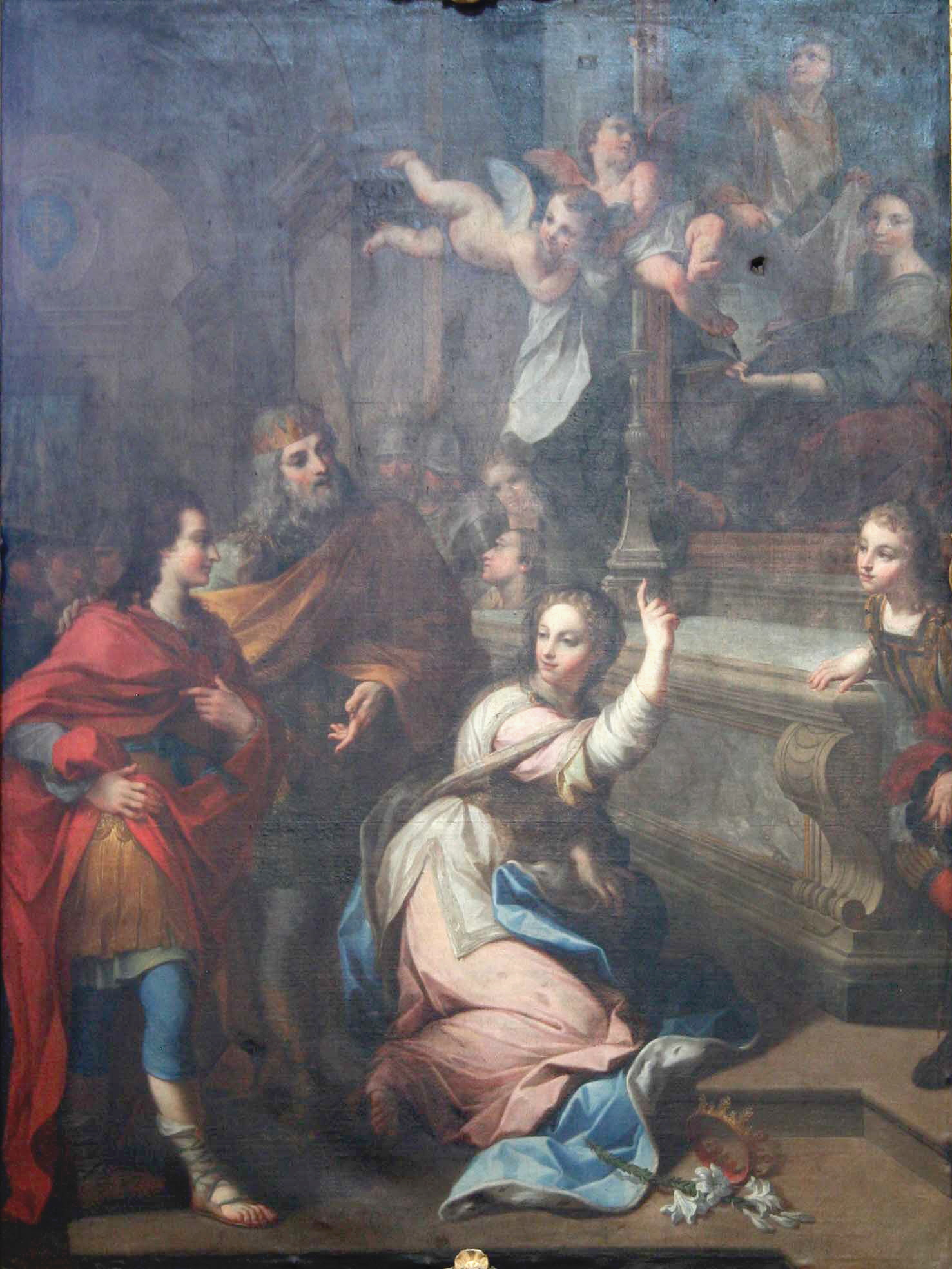
Sainte Cécile et sainte Cunégonde, église Sainte-Marthe de Tarascon.
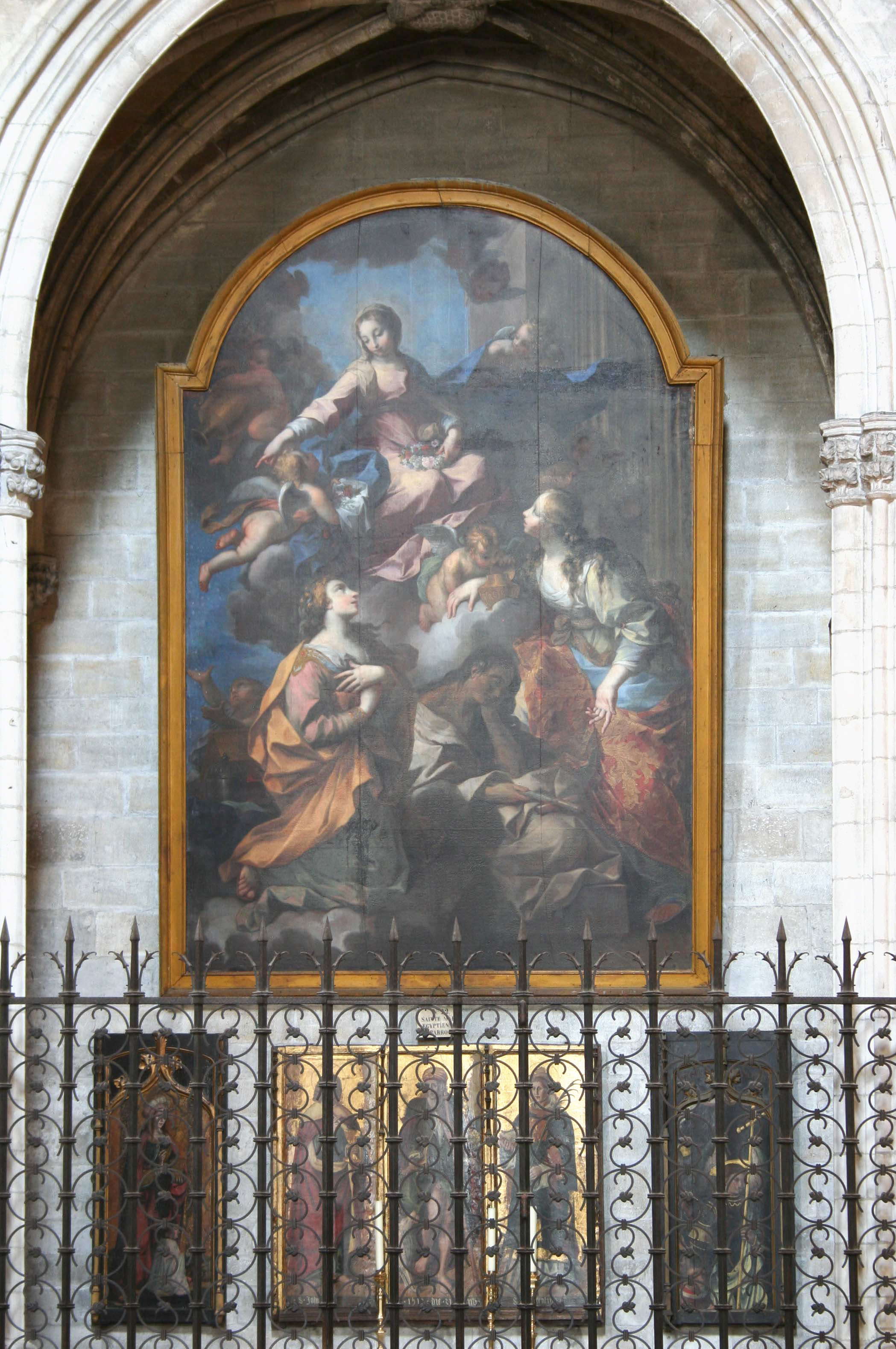
Sainte Marie l'Égyptienne, église Sainte-Marthe de Tarascon.
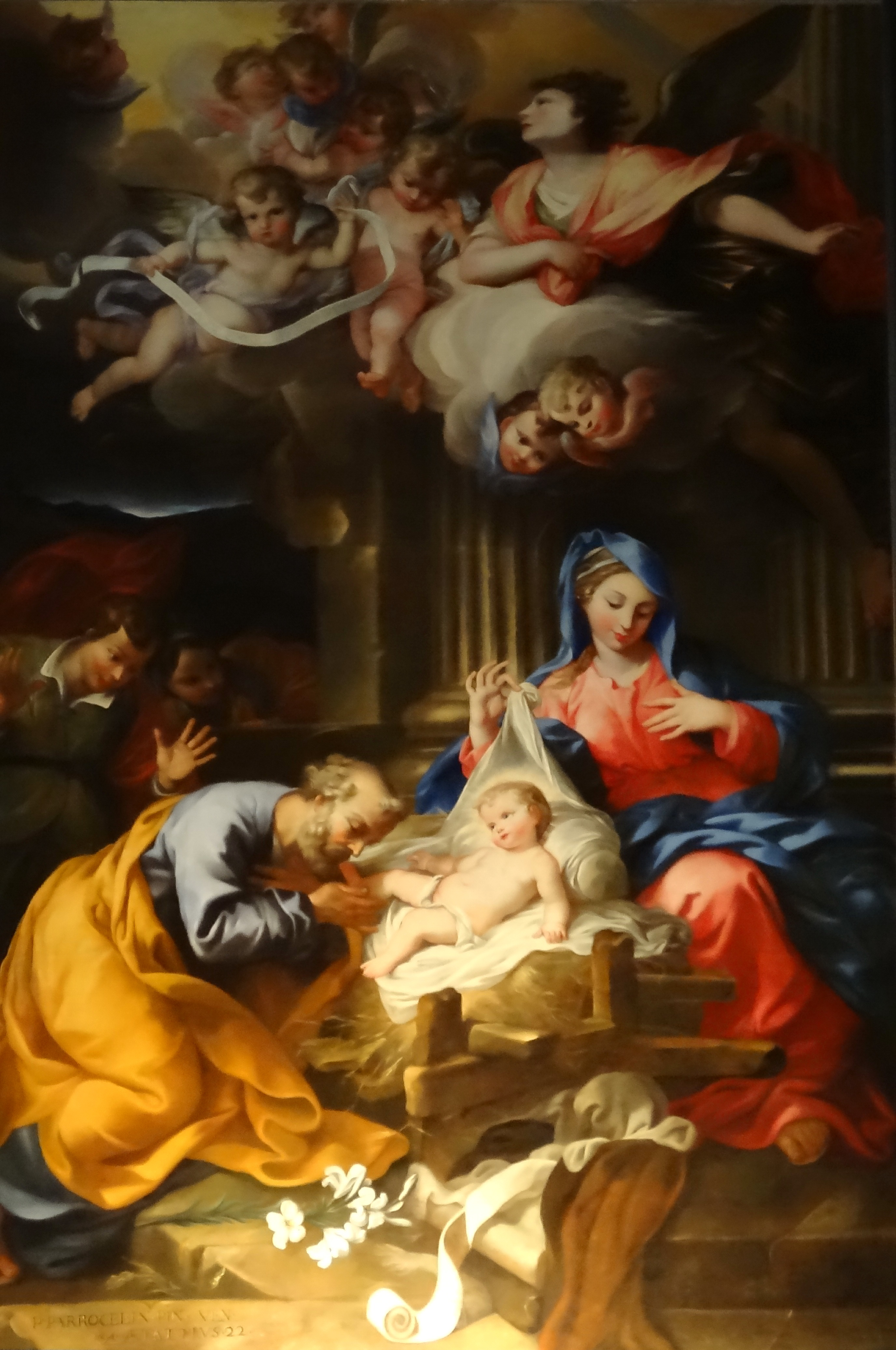
Saint Joseph adorant l'Enfant Jésus, cathédrale Notre-Dame-de-l'Annonciation de Moulins.